# Quadricalcarifera comatus
Quadricalcarifera comatus är en fjärilsart som beskrevs av John Henry Leech 1898. Quadricalcarifera comatus ingår i släktet Quadricalcarifera och familjen tandspinnare. Inga underarter finns listade.